# Christelle Cornil
Christelle Cornil (Bruselas, 28 de agosto de 1977) es una actriz belga. Ella ha trabajado en numerosas películas y series de televisión. Además es reconocida por haber ganado en los premios Magritte a Mejor Actriz de Reparto.

## Biografía
Entre 1996 y 1997, Christelle Cornil estudió disciplinas como la interpretación, las acrobacias, el canto, el baile y la declamación en el Instituto de Artes de difusión. Estudió desde 1997 hasta el año 2000 en el Conservatoire Royal de Mons (Real conservatorio de Mons), donde obtuvo un primer premio en declamación. Luego estudió en el Conservatoire Royal de Bruxelles (Real conservatorio de Bruselas), donde recibió el primer premio de artes dramáticas en el año 2001.
Aparece ocasionalmente en la televisión en comerciales de la compañía de teléfonos de Orange, CIC Banca y Seguros y Beldonor (campaña para la donación de órganos).

## Reconocimientos
- Premios Magritte : Magritte a la mejor actriz en papel favorable por Illégal (Ganadora)
- Premios Magritte : Magritte a la mejor actriz por Au cul du loup (Nominada)
- Premios Magritte : Magritte a la mejor actriz de reparto por Landes (Nominada)
- Premios Magritte : Magritte a la mejor actriz de reparto por Dos días, una noche (Nominada)